# Hozier (álbum)
Hozier es el primer álbum de estudio del cantante irlandés Hozier, publicado el 16 de septiembre de 2014 por la compañía discográfica Rubywork Records. Hozier escribió todas las canciones del álbum, mientras que la producción estuvo a cargo de Rob Kirwan y este. El álbum incluye géneros como el blues, soul, R&B, folk rock e indie rock.
Según Metacritic, el álbum tuvo una recepción favorable por parte de los críticos de música profesionales, y obtuvo 79 puntos sobre 100 sobre la base de diez críticas. Algunos críticos hallaron similitud en este trabajo, con las obras del irlandés Van Morrison, mientras que otros alaban la mezcla de géneros presentes en el álbum. Desde el punto de vista comercial, en los Estados Unidos debutó en la posición dos, de la lista Billboard 200 y llegó a los diez primeros puestos en Australia, Canadá, Escocia, Irlanda, Italia, Nueva Zelanda, Países Bajos, Suecia, entre otros. Además fue certificado con disco de oro por la Recording Industry Association of America (RIAA), por más de quinientas mil copias vendidas en ese territorio, así como seis discos de platino por la Irish Recorded Music Association (IRMA), por noventa mil copias. Se lanzaron cinco sencillos comerciales, para promover el disco.

## Antecedentes y lanzamiento
En 2013, Hozier era un músico luchador, que cantaba en bares nocturnos del área de Dublín. Durante ese período escribió «Take Me to Church» en la casa de sus padres, localizada en Bray, ciudad del condado de Wicklow y grabó un demo áspero en el desván con una pista de apoyo programada. Esa canción surgió por una ruptura amorosa, lo que llevó a tener un sonido de «canción de ruptura». Dicha áspera grabación, llamó la atención del sello discográfico indie Rubyworks Records, quienes asociaron al artista con el productor Rob Kirwan, famoso por trabajar en los álbumes de la banda irlandesa U2 como Zooropa (1993), Pop (1997) y All That You Can't Leave Behind (2000).
| «Él [Hozier] tiene tanta alma en su voz, y es solo un joven [...] Parece un poco a Adele, donde su voz desmiente su edad». —Kirwan sobre Hozier |

Así el artista lanzó al mercado el 13 de septiembre de 2013 en un EP, titulado Take Me to Church, que incluía al sencillo, así como «Like Real People Do», «Angel of Small Death & the Codeine Scene» y una versión en vivo de «Cherry Whine».
La canción «Cherry Wine», en palabras del artista, la escribió en un hotel abandonado y con el techo derrumbado, las paredes y tejado estaban llenos de grafitis: «Eran como las cinco de la mañana y estaba tan cansado... y terminó en mi primer EP».
Luego del lanzamiento del EP, el artista volvió a lanzar un EP, llamado From Eden, el 9 de marzo de 2014. este contenía el sencillo homónimo, así como «Work Song», «Arsonist's Lullabye» y la versión en vivo de «To Be Alone». Así antes de la publicación del álbum en Estados Unidos, inició un recorrido por distintos programas de televisión de Estados Unidos, como The Late Show with David Letterman, The Ellen Show y Today. El álbum se lanzó oficialmente el 16 de septiembre de 2014 en Irlanda, en formato físico y digital, bajo los sellos Rubyworks e Island Records, para su distribución. En Alemania y Reino Unido se publicó el 3 y 6 de octubre respectivamente, mientras que al día siguiente del lanzamiento en Reino Unido, la discográfica Columbia Records lo lanzó en los Estados Unidos, en formato físico, y en vinilo, y una semana después estaba disponible en las tiendas digitales.

## Recepción

### Comentarios de la crítica
Hozier recibió reseñas generalmente positivas por parte de los críticos musicales. En Metacritic el álbum obtuvo una calificación promedio de 79 de 100, basada en diez reseñas, lo que indica «críticas generalmente favorables». En AnyDecentMusic? consiguió una puntuación de 7.7 sobre 10 basada en trece reseñas, mientras que la página Kritiker, sitio que recopila críticas de Suecia, tiene una valoración favorable, en base en dos críticas.
Timothy Monger de Allmusic le dio al álbum tres estrellas y media, de cinco, y dijo que la mayor parte del material está «lo suficientemente bien escrito para justificar una mirada más profunda al joven artista, que muchos han llamado un 'alma vieja'». El editor añade que igual como hizo el también irlandés Van Morrison, Hozier usa el soul y R&B de Jackie Wilson y pasa por el «filtro de misterioso chico blanco» de Jeff Buckley, añadiendo un poco de indie estético rural de Bon Iver, para mezclarse en su propio «cóctel oscuro». Monger concluye llamando a Hozier un fuerte debut, y que Hozier es mucho más imponente y convincente que otros tantos jóvenes inspirados en el blues que están «claramente al acecho en los callejones de indiedom». Por otra parte, Thomas Green del sitio web irlandés The Art Desk, comenta que en la mayor parte del álbum, lleva su formación clásica, su tiempo en el coro celta Anúna, una toma infecciosa de blues y viene con algo agradable, contagiosamente épico y simpático. Green culmina que su música tiene más en común el atrevimiento reflexivo de Robert Plant, que con el humor folk de David Gray, Jack Johnson y «todo ese río de disentería». Annie Zalezki de The A.V. Club, elogia la inteligente exploración de dualidades del álbum: «cómo el romance puede ser a la vez restaurador y destructivo, la forma en que las personas son inherentemente buenas y malas, e incluso la belleza puede surgir de la muerte».

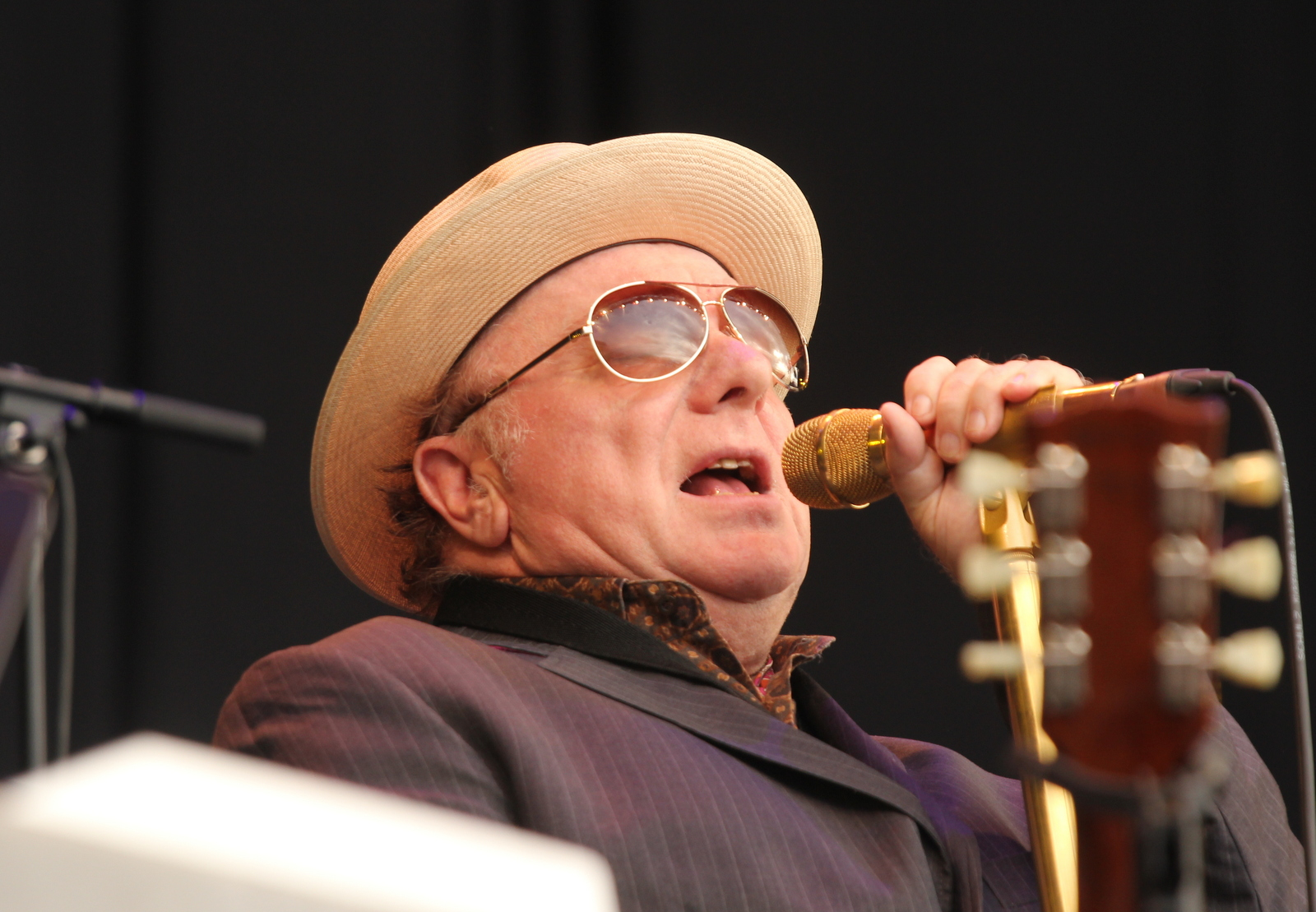
Algunos críticos compararon a Hozier, con la obra del irlandés Van Morrison.

Simon Harper de Clash Magazine, llamó al álbum «un retrato auténtico de un artista –sentimental, espiritual y seductor–» y que era un primer paso «profundamente impresionante». Mackenzie Herd de Exclaim! comentó que el artista se «zambulle en los huecos profundos del entendimiento humano, incursiones en el de vez en cuando subversivo y siempre es insaciablemente inquisitivo», El escritor indica que la madurez subestimada de Hozier de 24 años en su álbum de debut es una almenara para escritores jóvenes que aprenden a trabajar en composiciones significativas. Por su parte, Brian Boyd del periódico irlandés The Irish Times comparó la voz y estilo del cantante con la de Adam Duritz de Counting Crows, o como un serio enojado Antony Hegarty y como un matizado Robert Plant. Lawrence Pearce de PopMatters, le dio al álbum una calificación favorable de ocho estrellas de diez. Este escribe que en el álbum Hozier mezcla el R&B del sur, con folk céltico, deslizándose en una pizca de motown, cuando menos se espera: «Las arreglos gospel levantan sus vocales maduras, cubiertas en gravitas y advertencias condenadas, ya que juega al "altar de su propia iglesia rechazada por el cielo", despertando sus fieles con rezos blues y demandas del perdón directamente del alma de Van Morrison». El redactor concluye, al expresar que el álbum era un debut pesado, valiente y sentido de un «nuevo compositor de canciones fuerte».
Steven Dunne de la revista irlandesa State, dijo que en la mayor parte el álbum «tiene un tono bastante sobrio», y parece «serio y reflexivo, pero sin inclinarse demasiado a la intensidad», pero que es de esa intensidad que carece el álbum, Dunne aclara que eso no necesariamente quita mérito al álbum en cualquier gran manera, pero la «música soul, el blues y las interacciones teñidas de la música pop de ambos requieren que cierto nivel de la intensidad genere el nivel necesario del patetismo para hacer pegar la música». El autor culmina al expresar que Hozier, en su mayor parte, toma un enfoque más fácil a esto y el resultado consiste en que el álbum se mueve por un «aplomo sin esfuerzo alguno». La escritora de The Guardian, Caroline Sullivan, le dio al álbum una calificación de cuatro estrellas de cinco, esta dice que Hozier está en la misma página de George Ezra, pero que su versión de folk blues es más húmeda e interesante sin duda. La escritora concluye diciendo que el álbum es eminentemente «digno de explorar».

#### Reconocimientos
| Publicación         | Lista                      | Posición |
| ------------------- | -------------------------- | -------- |
| The Daily Telegraph | Top 50 Albums of 2014      | 13       |
| The Huffington Post | The 23 Best Albums of 2014 | —        |

### Recibimiento comercial

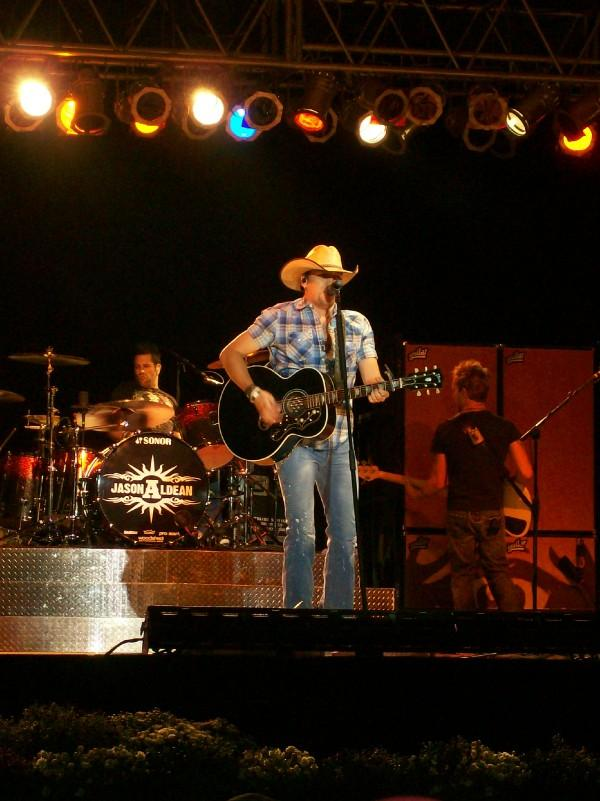
Old Boots, New Dirt, del cantante country Jason Aldean, impidió que Hozier debutara en la primera posición en Estados Unidos y Canadá.

En los Estados Unidos, Hozier debutó en la segunda posición de Billboard 200, en la entrega del 25 de octubre de 2014, con ventas de 58 000 copias, una cifra de ventas mayor a la que se estimaba, ya que se especulaba que el álbum debutase en el top diez con cincuenta mil copias. Luego de varias ediciones fuera del top diez, en la entrega del 10 de enero de 2015, el álbum ingresa a la posición ocho con 88 000 copias vendidas esa semana, cabe destacar que solo el 43 % de dicha cifra, era por ventas tradicionales, ya que desde entonces se cuenta la difusión streaming de las canciones presentes en el material. La siguiente semana permaneció entre los diez más vendidos, subiendo dos posiciones al sexto, sin embargo disminuyó sus ventas en un 31 %, al vender 60 000 unidades. El álbum se mantuvo en la sexta posición, en la edición siguiente, disminuyendo las ventas a un 19 %, es decir 49 000 unidades esa semana. En la edición del 31 de enero, descendió a la novena posición, con ventas de cuarenta y dos mil copias. El 27 de febrero, el álbum fue certificado como disco de oro, por parte de la Recording Industry Association of America (RIAA), por ventas de medio millón de copias, sin embargo el 13 de marzo de 2015, se reportó que el álbum había vendido 509 000 copias, siendo el primer álbum debut en superar las 500 mil copias, desde el álbum debut homónimo de 5 Seconds of Summer en 2014. El álbum debutó también en la segunda posición en Canadá, con ventas de 8800 copias en su primera semana de estreno, según Nielsen Soundscan, el álbum solo fue superado por Old Boots, New Dirt (2014) de Jason Aldean, quien vendió 16 000 copias. Hozier permaneció trece semanas dentro del top 10, sin embargo la Canadian Recording Industry Association (CRIA) le otorgó un disco de platino el 18 de febrero de 2015, por vender en total ochenta mil ejemplares, de los cuales 68 000 fueron solo durante el 2015.
En Alemania, debutó y alcanzó su máxima en la posición catorce de Offizielle Top 100, en Austria, se posicionó en la casilla veintidós del listado Top 75 Longplay de Ö3 Austria Top 40, como debut, más tarde la Federación Internacional de la Industria Fonográfica (IFPI) para Austria le concedió un disco de oro, por 7500 ejemplares distribuidos en ese país. En las regiones flamenca y valona de Bélgica, escaló hasta los puestos dos y veintiocho, respectivamente en las listas publicadas por Ultratop. En Dinamarca, Italia, Países Bajos y Polonia, entró en el top diez, en este último logró un disco de oro por vender diez mil copias en ese territorio. Por otro lado, alcanzó el número treinta y cuatro en Finlandia, el dieciocho en Francia, el once en Noruega y el veintinueve en Portugal. En Suecia y Suiza, figuró en la posición seis y catorce, respectivamente, en el país escandinavo, alcanzó la certificación de disco de oro, por la comercialización de veinte mil copias. En el Reino Unido, el álbum vendió 11 488 copias en su debut, por lo que debutó en el quinto lugar de la lista UK Albums Chart. Sin embargo, el álbum treinta y un ediciones después, logró una posición, en la tercera, vendiendo más de trece mil copias esa semana, además de acumular en total 228 057 copias hasta el 23 de mayo, por lo que la British Phonographic Industry (BPI) le concedió un disco de oro por comercializar más de 100 mil unidades, más adelante, el álbum logró certificar disco de platino.  Simultáneamente también debutó en la quinta posición en Escocia, y tiempo después logra la tercera posición, mientras que en su natal Irlanda alcanzó la primera casilla, donde se mantuvo en varias semanas, es así que la Irish Recorded Music Association (IRMA) le concedió seis discos de platino por ventas de noventa mil copias.
Por otra parte, la versión de lujo del álbum ingresó a la lista internacional de Corea del Sur, en la posición veintiuno, en Australia, debutó en la posición veinte de ARIA Top 50 Albums, sin embargo más adelante, alcanzó su máxima posición en el tres, debido a eso, la Australian Recording Industry Association (ARIA) le concedió un disco de oro, gracias a las ventas de 35 000 materiales en dicho país. Del mismo modo, debutó en una posición distinta a su máxima en Nueva Zelanda, donde llegó al puesto cuarenta, más adelante, alcanza la posición sexta del conteo, por una semana, tiempo después, el tema se trepa hasta la tercera posición, a la par que fue certificado como oro, por la Recorded Music NZ (RMNZ).

## Sencillos

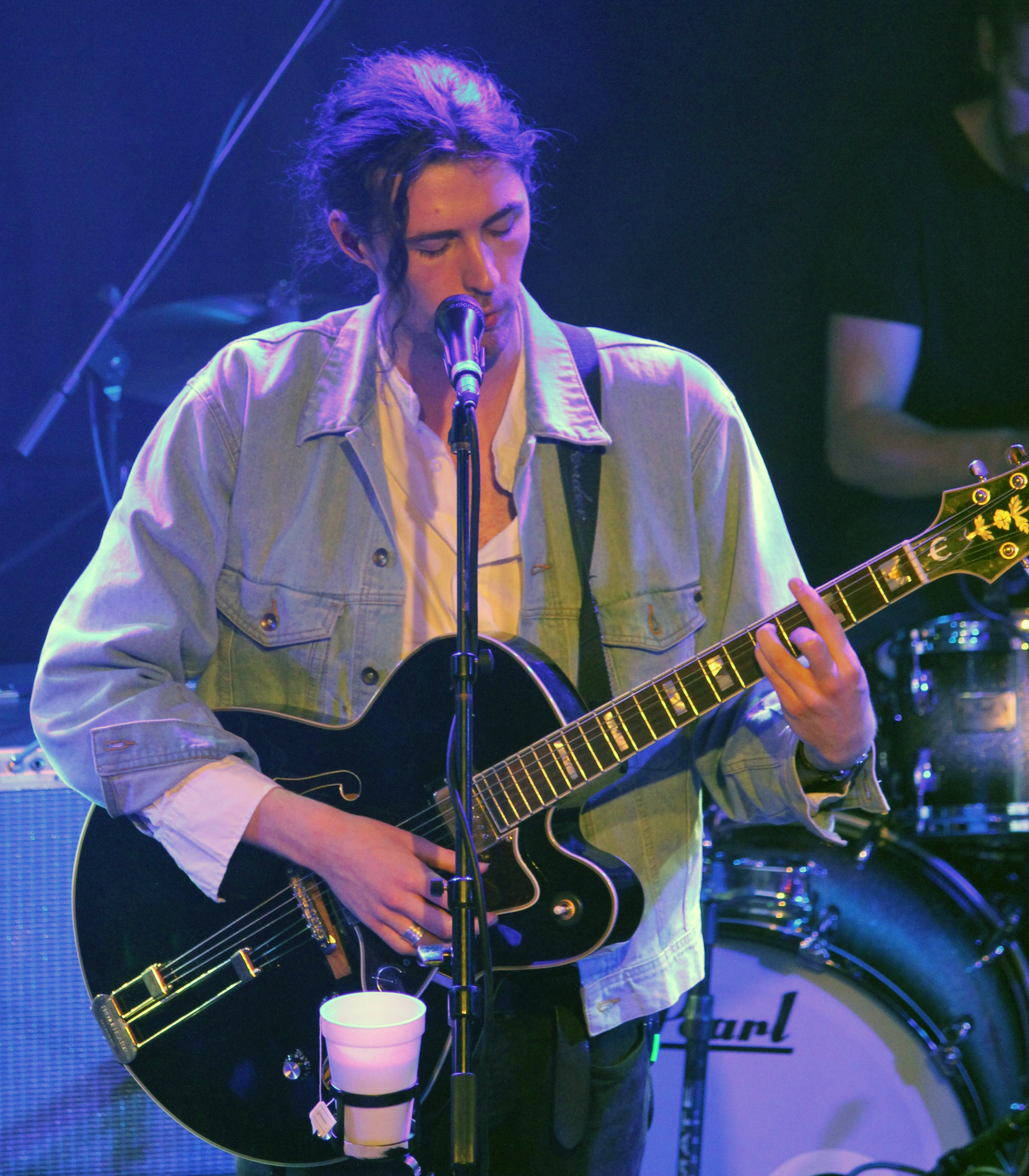
Hozier en un concierto en Troubadour, West Hollywood.

«Take Me to Church», se lanzó como el sencillo principal del álbum, el 13 de septiembre de 2013 en Irlanda como un EP, sin embargo, no es hasta el 20 de marzo de 2014, que se comercializa como descarga digital. El tema se convirtió en un éxito comercial, al lograr la primera posición en algunos países, como Suiza, Suecia, Austria, entre otros, así como ser top cinco en países como Estados Unidos, Canadá, Australia, Reino Unido, su natal Irlanda, entre otros. En muchos de esos países recibió múltiples certificaciones, las cuales se destacan, los cinco discos de platino en Estados Unidos, y dos discos de platino en Reino Unido. Además, recibió una nominación a los premios Grammy, como Canción del año, perdiendo ante «Stay with Me» de Sam Smith.
«From Eden», se publicó como el segundo sencillo del álbum, el 9 de marzo de 2014. El tema no contó con una recepción comercial favorable, puesto que no ingresó a ninguna lista, sin embargo en Irlanda, se posicionó en la segunda casilla, así como también en la lista de música alternativa de Billboard en Estados Unidos. El siguiente sencillo «Sedated» se lanzó en Estados Unidos, el 20 de mayo de 2014, y al igual que su predecesor, no ingresó a ningún listado internacional, más sin embargo llegó a la tercera casilla en Irlanda.
El cuarto sencillo, «Work Song», se publicó en la radio alternativa adulta de los Estados Unidos el 16 de marzo de 2015. El sencillo se posicionó en la posición cuarenta y siete en Irlanda, y entró en las listas Bubbling Under Hot 100 y Adult Alternative Songs en las posiciones veinte y diecisiete respectivamente. El quinto sencillo «Someone New», se publicó en la radio contemporánea del Reino Unido el 11 de mayo de 2015. Entró en el top treinta, de los listados de Australia, en la posición veinticuatro; Nueva Zelanda, en la veintitrés; y Reino Unido en la diecinueve.

### Otras canciones
Otras canciones del álbum que no fueron lanzadas como sencillos oficiales, alcanzaron a entrar al listado de sencillos de Irlanda, todas estas dentro de las ochenta más importantes de las cien canciones que conforma semanalmente la Irish Singles Chart:
| Canción                                | Posiciones |
| Canción                                | Irlanda    |
| -------------------------------------- | ---------- |
| «Angel of Small Death & Codeine Scene» | 34         |
| «Jackie and Wilson»                    | 68         |
| «Cherry Wine»                          | 73         |
| «Like Real People Do»                  | 69         |
| «To Be Alone»                          | 74         |

## Lista de canciones
- Edición estándar

Todas las canciones escritas y compuestas por Andrew Hozier-Byrne (Hozier) , a excepción de «Someone New», compuesta por Hozier y Sallay Matu Garnett. 
| Hozier |                                              |          |  |
| N.º    | Título                                       | Duración |  |
| 1.     | «Take Me to Church»                          | 4:02     |  |
| 2.     | «Angel of Small Death and the Codeine Scene» | 3:39     |  |
| 3.     | «Jackie and Wilson»                          | 3:43     |  |
| 4.     | «Someone New»                                | 3:42     |  |
| 5.     | «To Be Alone»                                | 5:23     |  |
| 6.     | «From Eden»                                  | 4:43     |  |
| 7.     | «In a Week» (con Karen Cowley)               | 5:18     |  |
| 8.     | «Sedated»                                    | 3:27     |  |
| 9.     | «Work Song»                                  | 3:49     |  |
| 10.    | «Like Real People Do»                        | 3:18     |  |
| 11.    | «It Will Come Back»                          | 4:37     |  |
| 12.    | «Foreigner's God»                            | 3:45     |  |
| 13.    | «Cherry Wine» (en vivo)                      | 4:00     |  |
| 53:26  |                                              |          |  |

- Edición de lujo

| Hozier (Disco 2) |                          |          |  |
| N.º              | Título                   | Duración |  |
| 14.              | «In the Woods Somewhere» | 5:31     |  |
| 15.              | «Run»                    | 4:14     |  |
| 16.              | «Arsonist's Lullaby»     | 4:26     |  |
| 17.              | «My Love Will Never Die» | 3:55     |  |
| 71:32            |                          |          |  |

| Hozier (Disco 3) |                                                                                      |          |  |
| N.º              | Título                                                                               | Duración |  |
| 14.              | «Like Real People Do» (en vivo desde el iTunes Festival 2014)                        | 3:22     |  |
| 15.              | «Angel of Small Death and the Codeine Scene» (en vivo desde el iTunes Festival 2014) | 3:38     |  |
| 16.              | «Jackie and Wilson» (en vivo desde el iTunes Festival 2014)                          | 3:38     |  |
| 17.              | «To Be Alone» (en vivo desde el iTunes Festival 2014)                                | 5:33     |  |
| 18.              | «Someone New» (en vivo desde el iTunes Festival 2014)                                | 4:23     |  |
| 19.              | «Work Song» (en vivo desde el iTunes Festival 2014)                                  | 4:02     |  |
| 95:46            |                                                                                      |          |  |

## Posicionamiento en listas
| País (Lista)                              | Mejor posición |
| ----------------------------------------- | -------------- |
| Alemania (Offizielle Top 100)             | 14             |
| Australia (ARIA Top 50 Albums Chart)      | 3              |
| Austria (Top 75 Longplay)                 | 22             |
| Bélgica (Ultratop Albums — Flanders)      | 2              |
| Bélgica (Ultratop Albums — Wallonia)      | 28             |
| Canadá (Canadian Albums)                  | 2              |
| Corea del Sur (Gaon International Charts) | 21             |
| Croacia (Top 40 Stranih)                  | 27             |
| Dinamarca (Danish Album Top-40)           | 9              |
| Escocia (Scottish Albums Chart)           | 3              |
| Estados Unidos (Alternative Albums)       | 1              |
| Estados Unidos (Billboard 200)            | 2              |
| Estados Unidos (Digital Albums)           | 2              |
| Estados Unidos (Folk Albums)              | 1              |
| Estados Unidos (Top Rock Albums)          | 1              |
| Finlandia (Finnish Top 40 Albums)         | 34             |
| Francia (French Albums Chart)             | 18             |
| Grecia (Top 75 Albums Sales Chart)        | 13             |
| Irlanda (Irish Albums Chart)              | 1              |
| Italia (Top 100 Artisti)                  | 7              |
| Noruega (Top 40 Albums)                   | 11             |
| Nueva Zelanda (New Zealand Albums Chart)  | 3              |
| Países Bajos (Albums Top 100)             | 7              |
| Polonia (Polish Albums Chart)             | 8              |
| Portugal (Portuguese Albums Chart)        | 29             |
| Reino Unido (UK Albums Chart)             | 3              |
| Suecia (Swedish Albums Top 60)            | 6              |
| Suiza (Swiss Albums Chart)                | 14             |

| País (Lista)                         | Posición |
| 2014                                 | 2014     |
| ------------------------------------ | -------- |
| Bélgica (Ultratop Albums — Flanders) | 81       |
| Estados Unidos (Alternative Albums)  | 16       |
| Estados Unidos (Billboard 200)       | 137      |
| Estados Unidos (Folk Albums)         | 2        |
| Estados Unidos (Top Rock Albums)     | 27       |
| Irlanda (Irish Albums Chart)         | 2        |

## Certificaciones
| País (organismo certificador)            | Certificación                            | Simbolización                            | Ventas    |
| ---------------------------------------- | ---------------------------------------- | ---------------------------------------- | --------- |
| Australia (ARIA)                         | Oro                                      | ●                                        | 35 000    |
| Austria (IFPI — Austria)                 | Oro                                      | ●                                        | 7500      |
| Brasil (ABPD)                            | Oro                                      | ●                                        | 20 000    |
| Canadá (CRIA)                            | Platino                                  | ▲                                        | 80 000    |
| Estados Unidos (RIAA)                    | Oro                                      | ●                                        | 500 000   |
| Irlanda (IRMA)                           | 6× Platino                               | 6▲                                       | 90 000    |
| Nueva Zelanda (RMNZ)                     | Oro                                      | ●                                        | 7500      |
| Polonia (ZPAV)                           | Oro                                      | ●                                        | 10 000    |
| Reino Unido (BPI)                        | Platino                                  | ▲                                        | 300 000   |
| Suecia (GLF)                             | Oro                                      | ●                                        | 20 000    |
| Total de ventas certificadas en 9 países | Total de ventas certificadas en 9 países | Total de ventas certificadas en 9 países | 1 005 000 |

## Historial de lanzamientos
| País           | Fecha                    | Formato               | Discográfica         |
| -------------- | ------------------------ | --------------------- | -------------------- |
| Irlanda        | 16 de septiembre de 2014 | CD · descarga digital | Rubyworks · Island   |
| Alemania       | 3 de octubre de 2014     | CD · descarga digital | Rubyworks · Island   |
| Reino Unido    | 6 de octubre de 2014     | CD · descarga digital | Rubyworks · Island   |
| Estados Unidos | 7 de octubre de 2014     | CD · vinilo           | Rubyworks · Columbia |
| Estados Unidos | 14 de octubre de 2014    | Descarga digital      | Rubyworks · Columbia |

## Créditos y personal
- Andrew Hozier-Byrne: Artista principal, productor, compositor, mezcla, guitarras, piano, bajo eléctrico, sintetizador.
- Eoin Aherne: Productor.
- Alex Ryan: Piano, bajo eléctrico.
- Andre Antunes: Tambor, percusionista.
- Steven Appleby: Diseñador gráfico.
- Karen Cowley: Artista invitado.
- Rory Doyle: Tambor, percusionista.
- Kate Ellis: Chelo.
- Salay Mattu Garnett: Compositor.
- Raine Hozier-Byrne: Directora artística.
- Mark James: Diseño.
- Fiahra Kinder: Tambor
- Rob Kirwan: Productor, mezcla, percusión.
- Stephen Marcussen: Masterización.
- Nial Muckian: Productor, director.
- Roger Quail: A&R, productor.
- Matt Rafter: Chelo.
- Ken Rice: Viola, violín.
- Andrew Scheps: Mezcla.
- Compañías discográficas: Rubyworks Records, Island Records y Columbia Records.

Fuente: Notas del disco y Allmusic.